# Cornufer akarithymus
Espèce
Synonymes
- Platymantis akarithyma Brown & Tyler, 1968
- Platymantis akarithymus Brown & Tyler, 1968

Statut de conservation UICN

 VU B1ab(iii) : Vulnérable
Cornufer akarithymus est une espèce d'amphibiens de la famille des Ceratobatrachidae.

## Répartition
Cette espèce est endémique de Nouvelle-Bretagne en Papouasie-Nouvelle-Guinée. Elle se rencontre jusqu'à 865 m d'altitude dans les monts Whiteman, Nakanai et Baining.

## Description
Les mâles mesurent de 18,5 à 24,2 mm.

## Publication originale
- Brown & Tyler, 1968 : Frogs of the genus Platymantis (Ranidae) from New Britain with descriptions of new species. Proceedings of the Biological Society of Washington, vol. 81, p. 69-86 (texte intégral).